# Margarida da Escócia
Margarida (Tønsberg, 9 de abril de 1283 – Órcades, 26 de setembro de 1290), também chamada de Margarida, Donzela da Noruega, foi Rainha da Escócia de 1286 até sua morte. Ela era filha do rei Érico II da Noruega e de Margarida da Escócia, filha do rei Alexandre III.
Sua morte enquanto viajava para a Escócia levou a uma disputa pela sucessão que eventualmente levou a Guerras de Independência da Escócia. 

## Biografia
A mãe de Margarida era a filha primogênita de Alexandre III. Ela teve um irmão, Alexandre, nascido em 1264, e Davi, nascido em 1272, e morto em 1281. Assim, quando o tratado que selava o casamento de Margarida e Érico foi assinado em Roxburgh em 25 de julho de 1281, apenas o príncipe Alexandre era o único herdeiro homem vivo do rei. Por isso, foi declarado que os filhos de Margarida com o rei da Noruega, sucederiam ao trono escocês, caso o rei morresse sem deixar descendência legítima.
O príncipe Alexandre morreu antes do pai, em 28 de janeiro de 1283. Alexandre, então, convocou treze condes, vinte e quatro barões, e os governantes Alexandre de Argyll, Aonghas Mór de Islay e Alan MacRuari de Garmoran. Em 5 de fevereiro de 1284, os nobres concordaram em Scone, Perth e Kinross, em reconhecer a donzela da Noruega como a verdadeira herdeira. Provavelmente, a intenção era de que Margarida reinasse ao lado de seu marido, ao invés de sozinha, como uma rainha soberana.
Alexandre se casou novamente com Iolanda de Dreux, porém, não teve mais filhos, e morreu em 19 de março de 1286, em um acidente de cavalo. À época de sua morte, a rainha Iolanda aparentemente estava grávida, mas o bebê ou nasceu morto ou ela teve um aborto.
Margarida finalmente se tornou rainha com apenas três anos de idade, mas enquanto permanecia na Noruega, numerosos guardiães da Escócia foram nomeados para governar o reino na sua ausência. Discutiu-se muito com o rei Eduardo I de Inglaterra, para evitar qualquer instabilidade. Eduardo foi generoso, e depois de muitas tentativas diplomáticas, assinou-se o Tratado de Birgham, em 1290, que declarava que a nova rainha se casaria com o filho do rei, Eduardo, Príncipe de Gales, o futuro rei Eduardo II de Inglaterra, e que a Escócia continuaria independente após a união. 
Porém, o casamento nunca ocorreu, e a princesa jamais pisou em seu reino. Quando Margarida estava a caminho da Escócia, seu navio saiu de curso, e acabou ancorando na vila de St Margaret's Hope, nas Órcades, e lá, a rainha, de sete anos de idade, morreu de náusea dos efeitos da viagem marítima.
Seu corpo foi enterrado ao lado da mãe, na Igreja de Cristo, na cidade de Bergen.

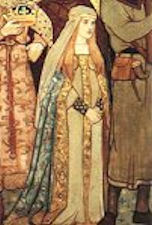
Representação imaginária de Margarida da Escócia.

## Crise de sucessão
Eduardo lançou imediatamente suas pretensões à suserania sobre a Escócia, usando o tratado de Falaise (pelo qual Guilherme o Leão tinha abandonado a Escócia) apesar de ter sido cancelado pelo Quit-claim de Canterbury. Foi frustrado pelos Guardiães - que declararam que resolver se a Escócia era súdita da Inglaterra seria assunto para o rei dos escoceses e não para eles, Eduardo obteve de todos os pretendentes ao trono jurarem fidelidade a ele, pelo reino da Escócia, caso os escolhesse.
A morte de Margarida deixara 13 pretendentes ao trono, dos quais apenas três eram bem qualificados: Roberto de Bruce, João Balliol e o conde Floris V de Holanda. Este último dizia que o rei Alexandre tinha assinado um documento que lhe entregava a sucessão mas, infelizmente, mesmo se tendo adiado a entrega de tal prova, nunca foi capaz de achar o documento. Ficaram assim Bruce e Balliol. 
Roberto de Bruce descendia do rei David I da Escócia através de sua bisavó paterna, Isabel de Huntingdon, a quarta filha do conde David de Huntingdon, filho do príncipe Henrique da Escócia, filho de David I. Balliol era trisneto de David I através de Margarida de Huntingdon, a primeira filha de David de Huntingdon, que era filho de Henrique da Escócia, cujo pai era o rei o David I.  Depois de muitos argumentos legais, ganhou o mais forte, isto é, Balliol. Entre os seis guardiães escolhidos, Roberto de Bruce o Velho foi excluído embora tivesse sido reconhecido herdeiro em 1238 (quando Alexandre III perdeu a primeira esposa sem descendência) pois era o descendente mais velho de David I da Escócia.
Assim que souberam da morte de Margarida, Roberto Bruce, Senhor de Annandale com os condes de Mar e Atholl reuniram grande exército e João Balliol se proclamou herdeiro da Escócia. O medo da guerra civil fez com que os Guardiães buscassem conselho de Eduardo de Inglaterra, para decidir qual deles tinha mais sólido direito ao trono. Eduardo os convocou no Castelo de Norham. Chocou os três, entretanto, entre os quais João Hastings, Balliol e Bruce, ao declarar que vinha como seu superior e como senhor do reino da Escócia. A declaração era pouco ética e colocava os escoceses em posição vulnerável pois durante o encontro o exército inglês estava à mão. 
Eduardo deu aos pretendentes três semanas para concordar com suas condições. Presente ao encontro, o Bispo de Glasgow disse ao rei como achava ultrajantes seus propósitos - mas os pretendentes concordaram com o direito de Eduardo I de Inglaterra de governar a Escócia. Em novembro, Eduardo reuniu-se outra vez com os pretendentes, afastou João Hastings e guardou Robert de Bruce e João Balliol, descendentes de mulheres que eram irmãs e bisnetas de Davi I da Escócia: Balliol pela linha primogênita, Bruce por proximidade na linha. Eduardo deu o trono a Balliol, que se tornou João da Escócia.

## Ligações externa
- Undiscovered Scotland (Margarida)